# SN 2004ep
SN 2004ep – supernowa typu II odkryta 22 września 2004 roku w galaktyce IC2152. W momencie odkrycia miała maksymalną jasność 18,60m.